# Robert Abernethy
Robert James Abernethy (1971) es un deportista australiano que compitió en natación.
Ganó una medalla de bronce en el Campeonato Mundial de Natación en Piscina Corta de 1993, en la prueba de 50 m libre. En 2000 fue condecorado con la Medalla Deportiva Australiana.

## Palmarés internacional
| Campeonato Mundial en Piscina Corta | Campeonato Mundial en Piscina Corta | Campeonato Mundial en Piscina Corta | Campeonato Mundial en Piscina Corta |
| Año                                 | Lugar                               | Medalla                             | Prueba                              |
| ----------------------------------- | ----------------------------------- | ----------------------------------- | ----------------------------------- |
| 1993                                | Palma de Mallorca (España)          | Medalla de bronce                   | 50 m libre                          |